# LaSalle County
Das LaSalle County ist ein County im US-amerikanischen Bundesstaat Illinois. Im Jahr 2010 hatte das County 113.924 Einwohner und eine Bevölkerungsdichte von 38,8 Einwohnern pro Quadratkilometer. Der Verwaltungssitz (County Seat) ist Ottawa.

## Geografie
Das County liegt im mittleren Norden von Illinois. Es hat eine Fläche von 2973 Quadratkilometer, wovon 34 Quadratkilometer Wasserfläche sind. Durchflossen wird das County vom Illinois River und dessen Nebenfluss, dem Fox River, der bei Ottawa mündet. An das LaSalle County grenzen folgende Nachbarcountys:
| Lee County                  | DeKalb County   | Kendall County    |
| Bureau County Putnam County |                 | Grundy County     |
| Marshall County             | Woodford County | Livingston County |

## Geschichte

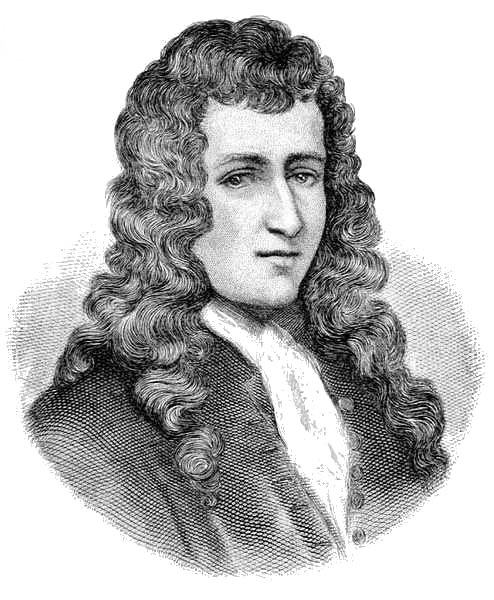
Robert Cavelier de La Salle

Das LaSalle County wurde am 15. Januar 1831 aus einem Teil des Putnam County und einem Teil des freien Territoriums Illinois gebildet. Benannt wurde es nach Robert Cavelier de La Salle, einem französischen Eroberer. La Salle war der erste Weiße, der dieses Land betreten hat. Er fuhr den Mississippi River abwärts bis zum Golf von Mexiko, nahm das Land für Frankreich bzw. König Ludwig XIV. in Besitz und nannte es Louisiana. Er und zwei andere französische Händler bauten 1680 auf dem Gebiet des LaSalle County das Fort Crèvecœur am Illinois River in der Nähe des heutigen Peoria und 1662 das Fort St. Louis am Starved Rock. 1857 wurde das County bereits täglich von 2 Zügen der Illinois Central Railroad angefahren.

### Territoriale Entwicklung

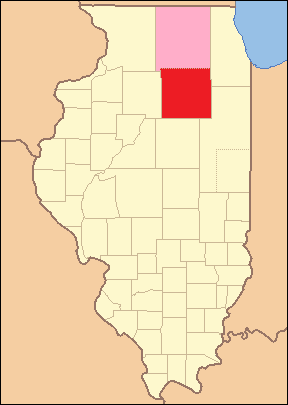
Das LaSalle County von seiner Gründung im Jahr 1831 bis 1836
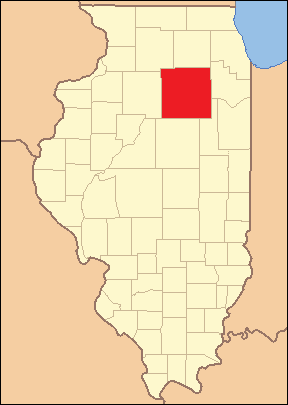
1836 bis 1837
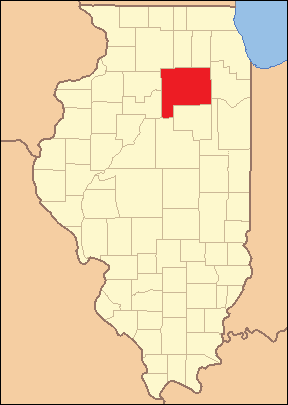
1837 bis 1841
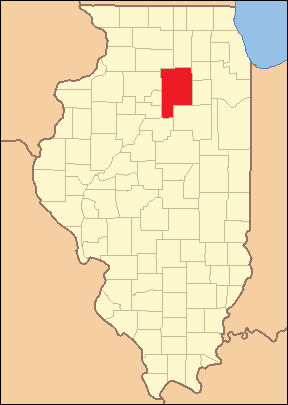
1841 bis 1843
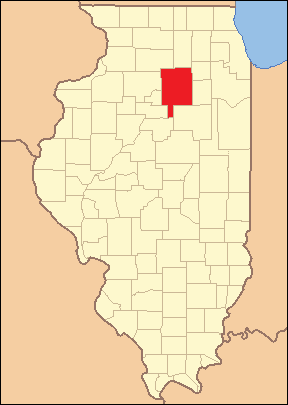
1843 bis heute

## Demografische Daten
Nach der Volkszählung im Jahr 2010 lebten im LaSalle County 113.924 Menschen in 45.000 Haushalten. Die Bevölkerungsdichte betrug 38,8 Einwohner pro Quadratkilometer. In den 45.000 Haushalten lebten statistisch je 2,48 Personen.
Ethnisch betrachtet setzte sich die Bevölkerung zusammen aus 95,6 Prozent Weißen, 2,1 Prozent Afroamerikanern, 0,3 Prozent amerikanischen Ureinwohnern, 0,7 Prozent Asiaten sowie aus anderen ethnischen Gruppen; 1,2 Prozent stammten von zwei oder mehr Ethnien ab. Unabhängig von der ethnischen Zugehörigkeit waren 8,3 Prozent der Bevölkerung spanischer oder lateinamerikanischer Abstammung.
22,8 Prozent der Bevölkerung waren unter 18 Jahre alt, 60,7 Prozent waren zwischen 18 und 64 und 16,5 Prozent waren 65 Jahre oder älter. 50,0 Prozent der Bevölkerung war weiblich.

Das jährliche Durchschnittseinkommen eines Haushalts lag bei 52.469 USD. Das Pro-Kopf-Einkommen betrug 25.439 USD. 10,4 Prozent der Einwohner lebten unterhalb der Armutsgrenze.

## Ortschaften im LaSalle County
Citys
| - Earlville - La Salle - Marseilles - Mendota | - Oglesby - Ottawa - Peru - Sandwich1 | - Streator2 - Wenona3 |

Villages
| - Cedar Point - Dalzell4 - Dana - Grand Ridge - Kangley - Leland | - Leonore - Lostant - Millington5 - Naplate - North Utica - Ransom | - Rutland - Seneca6 - Sheridan - Somonauk7 - Tonica - Troy Grove |

Census-designated places (CDP)
- Dayton
- Lake Holiday

Andere Unincorporated Communities
| - Altmar - Baker - Blakes - Catharine - Danway - Dimmick - Farm Ridge - Fitchmoor - Garfield - Harding | - Hitt - Jonesville - Kernan - Leeds - Lowell - Meriden - Milla - Mount Palatine8 - Northville - Norway | - Peterstown - Piety Hill - Prairie Center - Reed Crossing - Richards - Rockwell - Science - Serena - Stavanger - Stoneyville | - Sulphur Springs - Ticona - Tomahawk Bluff - Triumph - Vermilionville - Waltham - Wedron - Welland9 - Wilsman - Woodland Addition |

| 1 – teilweise im DeKalb und im Kendall County 2 – teilweise im Livingston County 3 – überwiegend im Marshall County 4 – überwiegend im Bureau County 5 – überwiegend im Kendall County | 6 – teilweise im Grundy County 7 – teilweise im DeKalb County 8 – teilweise im Putnam County 9 – teilweise im Lee County |

## Gliederung
Das LaSalle County ist in 37 Townships eingeteilt:
| Township            | Einwohner (2010) | FIPS     |
| ------------------- | ---------------- | -------- |
| Adams Township      | 1.646            | 17-00204 |
| Allen Township      | 584              | 17-00763 |
| Brookfield Township | 1.060            | 17-08583 |
| Bruce Township      | 13.185           | 17-09057 |
| Dayton Township     | 2.279            | 17-18784 |
| Deer Park Township  | 492              | 17-19096 |
| Dimmick Township    | 737              | 17-19980 |
| Eagle Township      | 1.697            | 17-21436 |
| Earl Township       | 2.595            | 17-21527 |
| Eden Township       | 1.471            | 17-22424 |
| Fall River Township | 763              | 17-25284 |
| Farm Ridge Township | 918              | 17-25583 |
| Freedom Township    | 663              | 17-27845 |

| Township              | Einwohner (2010) | FIPS     |
| --------------------- | ---------------- | -------- |
| Grand Rapids Township | 335              | 17-30744 |
| Groveland Township    | 628              | 17-31914 |
| Hope Township         | 689              | 17-36100 |
| LaSalle Township      | 13.565           | 17-42197 |
| Manlius Township      | 6.275            | 17-46448 |
| Mendota Township      | 7.534            | 17-48346 |
| Meriden Township      | 324              | 17-48463 |
| Miller Township       | 633              | 17-49204 |
| Mission Township      | 3.972            | 17-49646 |
| Northville Township   | 7.410            | 17-54248 |
| Ophir Township        | 508              | 17-56224 |
| Osage Township        | 279              | 17-56731 |
| Ottawa Township       | 11.766           | 17-56939 |

| Township              | Einwohner (2010) | FIPS     |
| --------------------- | ---------------- | -------- |
| Otter Creek Township  | 2.970            | 17-56965 |
| Peru Township         | 10.732           | 17-59247 |
| Richland Township     | 379              | 17-63576 |
| Rutland Township      | 3.698            | 17-66456 |
| Serena Township       | 1.138            | 17-68692 |
| South Ottawa Township | 8.290            | 17-71110 |
| Troy Grove Township   | 1.333            | 17-76238 |
| Utica Township        | 2.052            | 17-77096 |
| Vermillion Township   | 387              | 17-77623 |
| Wallace Township      | 491              | 17-78487 |
| Waltham Township      | 446              | 17-78682 |
|                       |                  |          |
|                       |                  |          |